# La France au Rwanda : « Une neutralité coupable »
 (mai 2023).
Si vous disposez d'ouvrages ou d'articles de référence ou si vous connaissez des sites web de qualité traitant du thème abordé ici, merci de compléter l'article en donnant les références utiles à sa vérifiabilité et en les liant à la section « Notes et références ».
Pour plus de détails, voir Fiche technique et Distribution.
La France au Rwanda : « Une neutralité coupable » est un documentaire réalisé en 1999 par le cinéaste français Robert Genoud, qui décrypte l'éventuelle responsabilité de la France dans le génocide des Tutsi au Rwanda en 1994.

## Synopsis
Ce film met en perspective les travaux de la mission d'information créée par l'Assemblée nationale, afin de faire lumière sur l'éventuelle responsabilité de la France dans le génocide des Tutsis au Rwanda de 1994. La création de cette mission parlementaire constitue un événement important, à l'image de l’ampleur de la tragédie rwandaise : pour la première fois dans l'histoire de la Ve République, la politique étrangère française est ouvertement questionnée par les représentants du peuple souverain. Il décrit comment le bon fonctionnement d'une démocratie repose sur un subtil équilibre de pouvoirs et de contre-pouvoirs. Ce documentaire engagé s'attache à lutter contre les « non-lieux » de la mémoire, pour empêcher la répétition stérile des fautes du passé.

## Fiche technique
- Titre : La France au Rwanda : « Une neutralité coupable »
- Réalisateur : Robert Genoud
- Production : ZARADOC, État d'Urgence Production, Les Films du Village, Télévision Création Citoyenne
- Chef opérateur : Frédéric Dano
- Langue : français, anglais
- Format : Digital Betacam
- Genre : documentaire
- Durée : 52 minutes
- Date de réalisation : 1999